# 茂名无盾龟
茂名无盾龟（Anosteira maomingensis）是入选国家重点保护古生物化石名录。
中华人民共和国国土资源部根据《国家古生物化石分级标准》编制的中国古生物化石保护名单，分为三级。2011年12月，首批名单公布，共包括400种重点保护古生物化石。

## 图库
- 茂名无盾龟
- 茂名无盾龟
- 茂名无盾龟
- 茂名无盾龟
- 茂名无盾龟